# Église Saint-Paul de Frederiksted
Pour les articles homonymes, voir Église Saint-Paul.
L'église Saint-Paul est une église anglicane située à Frederiksted, dans les Îles Vierges des États-Unis.

## Historique
Sa construction a débuté peu après la cession par la Couronne danoise des terres à la paroisse en 1812.

## Architecture

### Architecture extérieure
Cette église hybride combine un toit en croupe antillais de 1812 présentant des détails classiques et locaux avec une tour néo-gothique à trois niveaux érigée en 1848 construite en calcaire local et en briques importées.

### Architecture intérieure
A l'intérieur, des colonnes sont ornées de motifs d’ananas et de chapiteaux en Anthurium et en feuilles de palmier. Néanmoins, certaines de ces boiseries ont été récemment enlevées.